# T-cellsreceptor

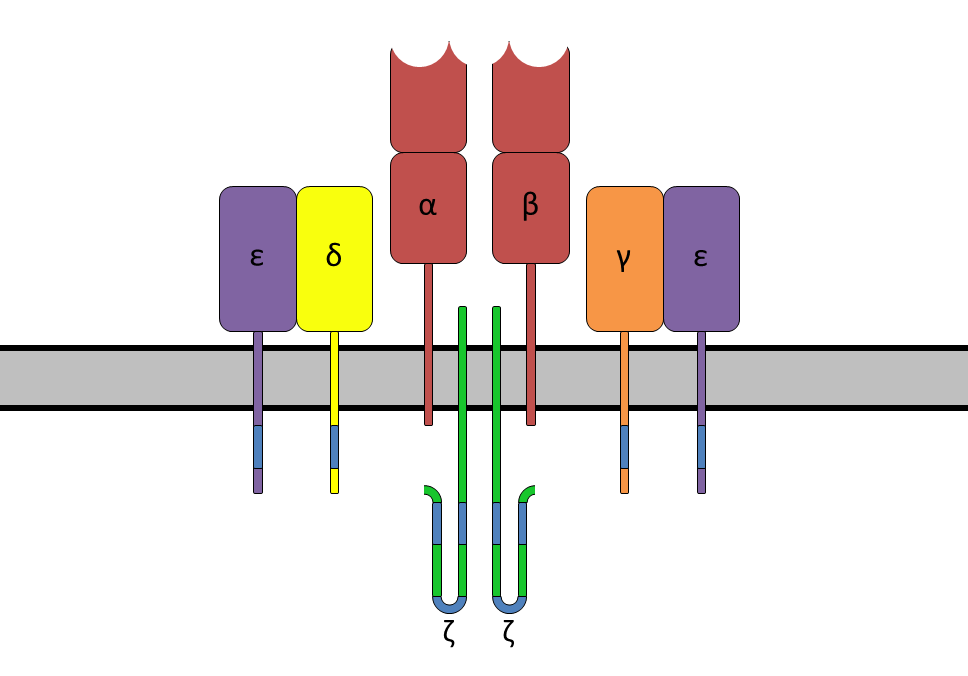
T-cellsreceptorn i mitten med sin α- och β-kedja, mellan två CD3-molekyler.

T-cellsreceptorn (TCR) är en receptor som finns på ytan av T-celler. T-cellsreceptorn är ansvarig för igenkänning av antigener bundna till MHC-molekyler (major histocompatibility complex) på antigenpresenterande celler.
T-cellsreceptorn består av två proteinkedjor, α- och β-kedjan, som i sin tur är uppbyggda av två domäner vardera, en konstant (närmast cellen) och en variabel (längst bort från cellen). Det är längst ut på de variabla domänerna som andra cellers MHC-molekyler med bundet antigen binds in. Denna bindningsyta består av tre CDR-loopar på vardera kedja. CDR2 och CDR3 binder till själva MHC-molekylen och CDR1 binder till antigenet. CDR1 är det CDR-protein som har högst variabilitet, detta för att kunna slumpa fram en kombination som för eller senare blir den rätta för det aktuella antigenet som presenteras. Runtom T-cellsreceptorn sitter CD3-komplexet som hjälper T-cellsreceptorn att skicka vidare signaler in i cellen. Tillsammans bildar T-cellsreceptorn och CD3-komplexet T-cellsreceptorkomplexet.